# Lockheed L-12 Electra Junior
Pour les articles homonymes, voir Electra.
Dimensions
Le Lockheed L-12 Electra Junior est un bimoteur de transport léger de l’entre-deux-guerres développé par l’avionneur américain Lockheed. Extrapolation du L.10 Electra , le L.12 Electra Junior ne trouva pas de débouchés dans le marché pour lequel il avait été construit.
Boudé par les compagnies d’apport[Quoi ?], il fit en revanche le bonheur de l’aviation d’affaires naissante et fut utilisé par Sidney Cotton pour espionner les préparatifs militaires allemands et italiens en 1939. Quelques exemplaires militaires furent également livrés ; contrairement à Beechcraft dont le Model 18 fut adapté à la demande militaire, l’Electra Junior ne fut jamais amélioré par Lockheed, qui travaillait déjà sur des projets militaires beaucoup plus ambitieux.
Sur cent trente exemplaires construits, vingt-et-un étaient toujours en état de vol fin 2010.

## Un avion de transport rapide
En 1935, la firme Lockheed Aircraft Company affichait une bonne santé financière avec un chiffre d’affaires en progression de 270 % et un bénéfice net de 217 986 dollars. Elle pouvait donc réfléchir sereinement au lancement d’un nouvel avion. Or, le Model 10 Electra apparaissait trop gros pour la clientèle naissante des avions d’affaires et les transporteurs d’apport[Quoi ?] américains. Carl Squier, vice-président de la firme de Burbank chargé des ventes, pensait qu’un appareil utilisant la même motorisation et plus petit, donc plus rapide, se vendrait mieux.
Le 15 août 1935, le Bureau of Air Commerce des États-Unis publia une fiche-programme pour un bimoteur de transport léger destiné aux lignes d’apport et à ses inspecteurs afin de faciliter leurs déplacements à l’intérieur du pays. L’appareil devait avoir une vitesse maximale égale ou supérieure à 280 km/h au moins, une vitesse d’atterrissage égale ou inférieure à 105 km/h, pouvoir voler en palier à 460 m sur un seul moteur et franchir un obstacle de 15 m au décollage en moins de 460 m. Capable de transporter deux pilotes et six passagers, le futur appareil devait également être équipé d’un dégivrage de bord d’attaque, d’hélices à pas variable et d’un double équipement radio. Les concurrents devaient effectuer leur premier vol avant le 30 juin 1936, soit avant la fin de l’année fiscale 1936.
Pour Hall Hibbard, le jeune ingénieur Clarence Johnson dont ce fut le premier avion, et pour l’ensemble du bureau d’études de Burbank, le développement du nouvel appareil fut relativement simple. La voilure et l’empennage de l’Electra furent conservés. Le fuselage fut raccourci de 1,30 m. La masse en charge était donc ramenée de 4 672 à 3 810 kg et le fuselage aménagé pour deux pilotes et six passagers, disposant d’un confort remarquable pour l’époque en version exécutive (fauteuils-clubs, table, poste de dactylo) comme en version commerciale (toilettes à bord).
Le prototype (NX16052, c/n 1201) fut construit en un temps record et effectua son premier vol le 27 juin 1936, piloté par Marshall Headle. Il se dit que le pilote eut la coquetterie d’attendre 12 h 12 pour lancer l’appareil sur la piste. Dès les premiers essais, le bimoteur révéla ses capacités, atteignant 362 km/h à 1 500 m pour une vitesse de croisière de 343 km/h, alors que le Model 10 ne dépassait pas les 325 km/h à 1 500 m. Ces performances justifiaient de déclarer le Model 12 vainqueur du concours organisé par le Bureau of Air Commerce, d’autant que les deux autres concurrents, Beech 18 et Barkley-Grow T8P-1, ne furent pas achevés dans les temps. La certification ATC-616 fut obtenue le 14 octobre 1936, sans que l'appareil ait subi de modifications particulières et alors que deux exemplaires avaient déjà été livrés.

## Un avion sans marché
Si 36 bimoteurs avaient été livrés fin 1937, les ventes marquèrent vite le pas. Comme pour son concurrent Beech 18, il n’existait en effet qu’un très petit marché pour ce type d’appareil. Sur 63 appareils livrés à des utilisateurs civils jusqu’en 1941, six seulement furent livrés à ces compagnies aériennes américaines et un à Associated Airlines Pty en Australie. 39 exemplaires furent livrés à des opérateurs privés nord-américains, le plus souvent des compagnies pétrolières. Les autres étaient destinés à des agences gouvernementales américaines et à quelques clients étrangers. Trois exemplaires, en particulier, furent livrés aux Maharadjas de Jodhpur (VT-AJN, c/n 1237), de Jammu et Cashmere (VT-AJS, c/n 1238) et de Jaipur (VT-AMB, c/n 1274).

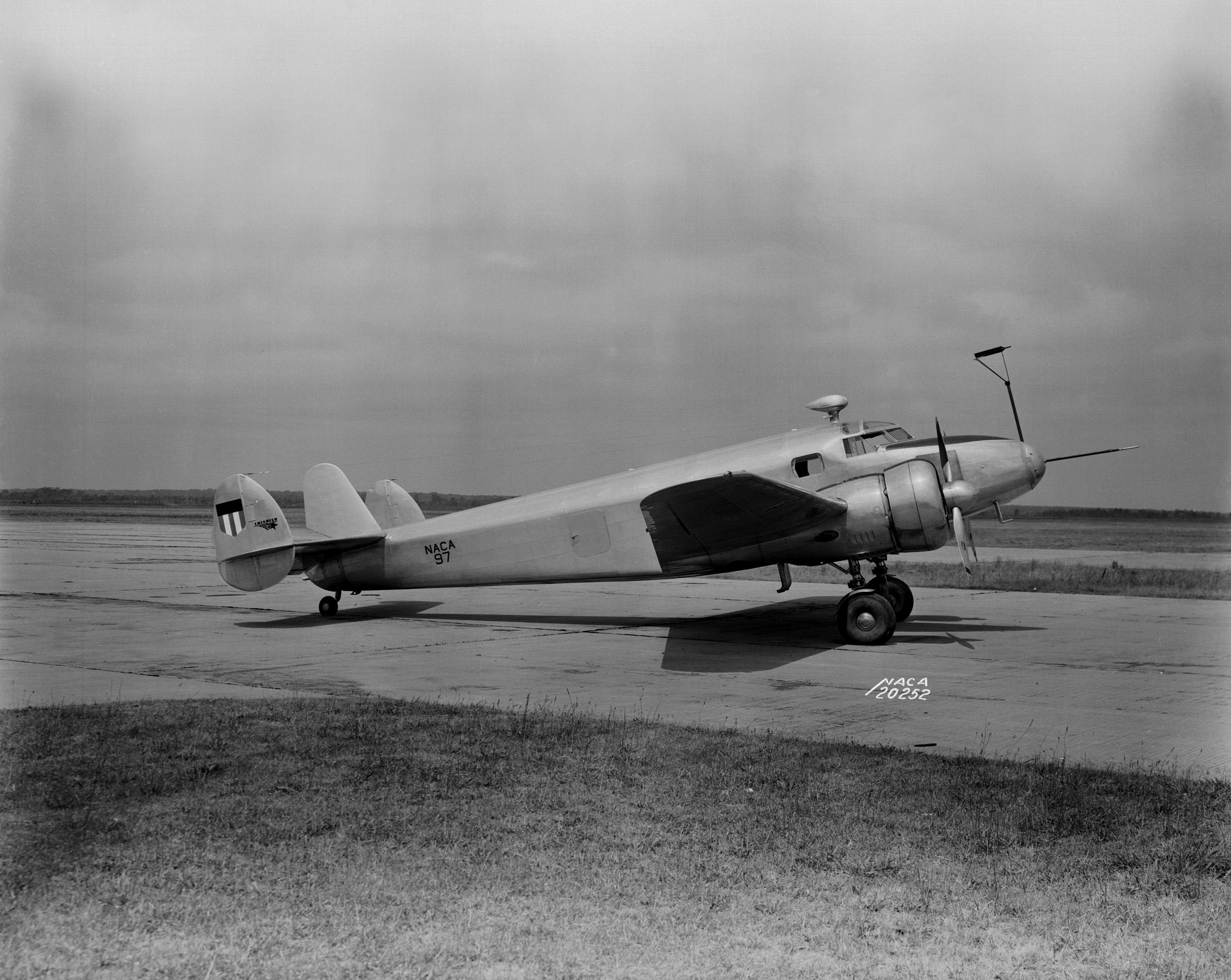
Le NACA 97 fut utilisé pour mettre au point un système de dégivrage thermique des ailes

En avril 1940, le National Advisory Committee for Aeronautics (NACA) passa commande d’un Electra Junior destiné à tester en vol un système de dégivrage des ailes par prélèvement des gaz d’échappement conception dite « Hotwing ». Conçu par l’ingénieur Jay Cowling, qui s’inspirait de recherches déjà effectuées chez Junkers en Allemagne, ce système comportait des conduits canalisant les gaz chauds vers le bord d’attaque de l’aile, des fentes d’extrados en avant des ailerons permettant l’échappement des gaz. Ce bimoteur se distinguait en outre par une dérive longitudinale supplémentaire. Les essais débutèrent le 7 mai 1941 et ne donnèrent pas immédiatement satisfaction, la chaleur n’étant pas répartie uniformément sur le bord d’attaque tandis que les orifices d’échappement, non traités, étaient sujets à corrosion. Renvoyé chez Lockheed, cet appareil fit l’objet de modifications qui aboutirent à la mise au point d’un système de dégivrage efficace qui fut ensuite monté sur les bombardiers multi-moteurs américains.
En juin 1937, Republic Oil Company prit livraison d’un appareil (NR869E, c/n 1225) qui devait être engagé dans la course transatlantique New-York-Paris, piloté par Jimmy Mattern. Cette compétition étant annulée le bimoteur, surnommé « The Texan », fut alors préparé pour un vol transpolaire. Dans cette optique il effectua des essais de ravitaillement en vol depuis un trimoteur Ford. Malheureusement, cet avion fut détruit dans l’incendie de son hangar à Miami le 2 avril 1938. Un autre exemplaire (NX18964, c/n 1272) se distinguait par le montage d’un train d’atterrissage tricycle fixe caréné, qui fut également testé sur un C-40B livré à l’USAAF et un XJO-3 de l’US Navy.
L’utilisation la plus spectaculaire du Model 12 fut pourtant le survol d’installations militaires italiennes et allemandes pour le compte des services de renseignement français et britannique par le pilote australien Sidney Cotton en 1939. Un des trois appareils utilisés par Sidney Cotton pour ces missions réalisées en 1939 et 1940 (G-AFTL, c/n 1203) était toujours en état de vol aux États-Unis fin 2010.

## Les différentes versions du Model 12

### Versions civiles

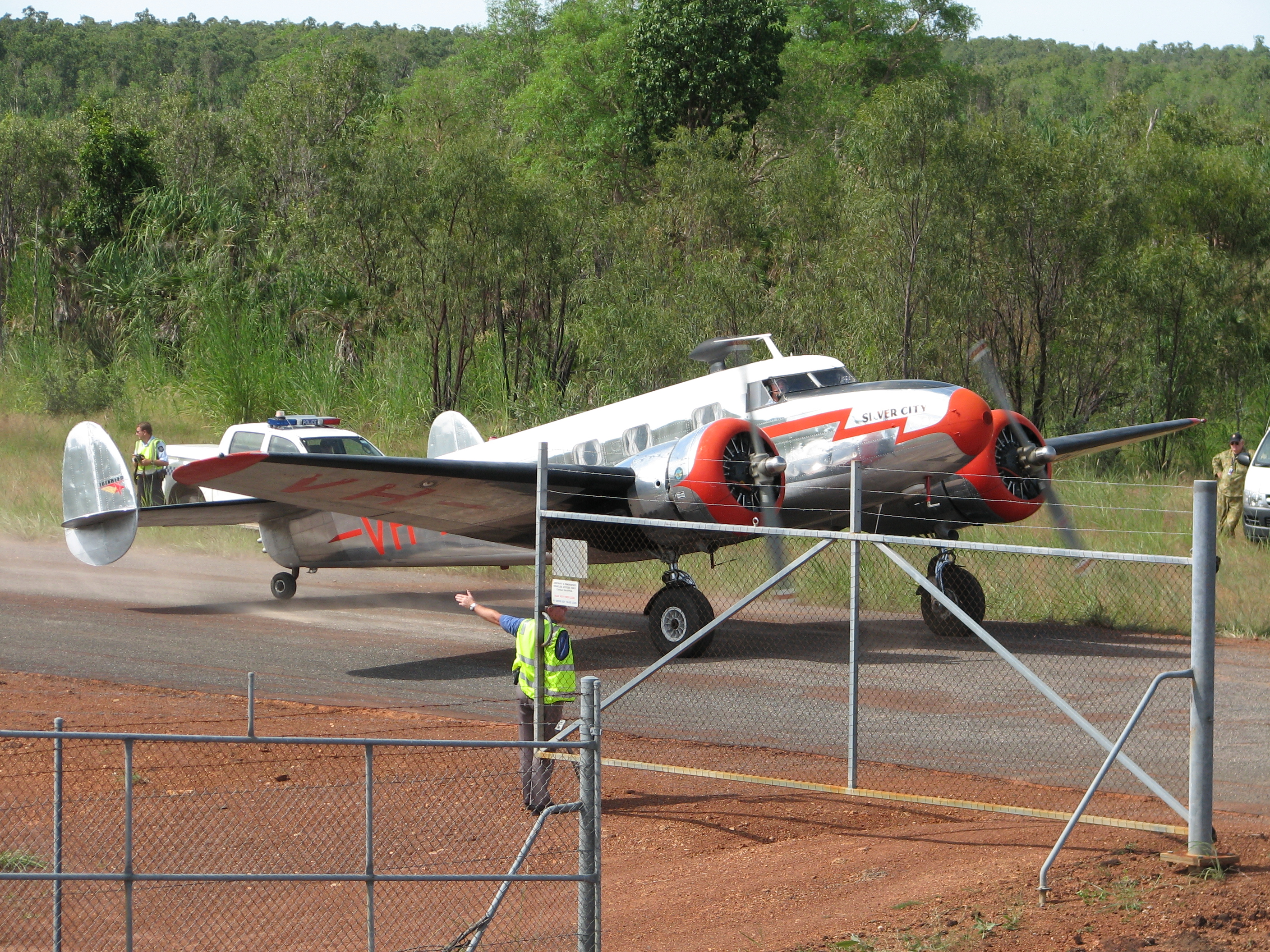
Ce L-12A (c/n 1236) fut livré en 1937 à la compagnie australienne Associated Airlines Pty

- Model 12A : version de base, identique au prototype, moteurs Pratt & Whitney Wasp Junior 5B de 450 ch à 2 300 tr/min. 70 exemplaires, dont huit livrés à l’Aviation militaire brésilienne.
- Model 12B : deux appareils équipés de moteurs Wright R-975-E3d de 440 ch (ATC 652) et livrés à l’armée argentine.
- Model 12-25 : moteurs Wasp Junior SB3 de 450 ch. Deux exemplaires seulement construits et livrés en septembre 1941 à des opérateurs privés américains.
- Model 12-26 : le gouvernement des Indes orientales néerlandaises passa commande de 4 exemplaires pour la compagnie KNILM et de 16 appareils pour son aviation militaire. Ce modèle se distinguait par l’utilisation de moteurs R-985 AN-4, identique à celui utilisé par les Model 212. Face à la pression japonaise les appareils civils furent réquisitionnés par le ML/KNIL.

### Versions militaires
- C-40 : Trois appareils à moteurs Pratt & Whitney R-985-17 pour l’USAAC, aménagés pour 7 passagers (Serial 38-536/538, c/n 1247, 1254 et 1255)[10]. Le premier exemplaire était en fait un Model 12A civil acheté le 30 septembre 1938 après évaluation.
- C-40A : 10 bimoteurs (Serial 38-539/548, c/n 1256/1265)[11] aménagés pour cinq passagers seulement et livrés entre février et mars 1939.
- C-40B : Un unique exemplaire (Serial 38-582, c/n 1266)[12] équipé à titre expérimental d’un train d’atterrissage tricycle fixe. Les essais de ce dernier se révélèrent décevants et l’appareil fut finalement transformé en C-40A en novembre 1940.
- UC-40D : 11 appareils civils furent également réquisitionnés début 1942 comme C-40D (42-22249, 42-48346/38352, 42-38380, 42-57504 et 42-66386)[13]. 4 furent cédés à la RAF au titre du prêt-bail.
- JO-1 : Un appareil aménagé pour 7 passagers (BuNo 1055, c/n 1227) destiné à l’Attaché Naval américain au Brésil.
- JO-2 : Cinq bimoteurs de liaison pour six passagers et moteurs R-985-48 destinés à l’US Navy (BuNo 1048/1051, c/n 1230/1233 et 2541, c/n 1283).
- XJO-3 : Premier Electra Junior doté d’un train tricycle fixe (BuNo 1267, c/n 1253), cet appareil était destiné à tester la compatibilité de ce type d’atterrisseur avec une utilisation embarquée[14]. Il fit donc l’objet d’essais sur le porte-avions USS Lexington, le Lt-Col Thruston B. Clark réalisant onze appontages et décollages le 30 août 1939[15]. Accidenté le 21 mai 1940, cet appareil fut détruit lors d’un autre accident le 7 mai 1943.
- R3O-2 : Un L-12A civil réquisitionné par l’US Navy (BuNo 02947, c/n 1287). Cette désignation constitue une anomalie, le XR3O-1 étant un Model 10B Electra. Utilisé par l'Attaché Naval américain à Londres, cet avion fut racheté en 1945 par Sydney Cotton (G-AGTL) avant de passer sur le registre français (F-BJJY puis F-AZLL). Il a été victime d'une rupture de train à l'atterrissage en 2007.

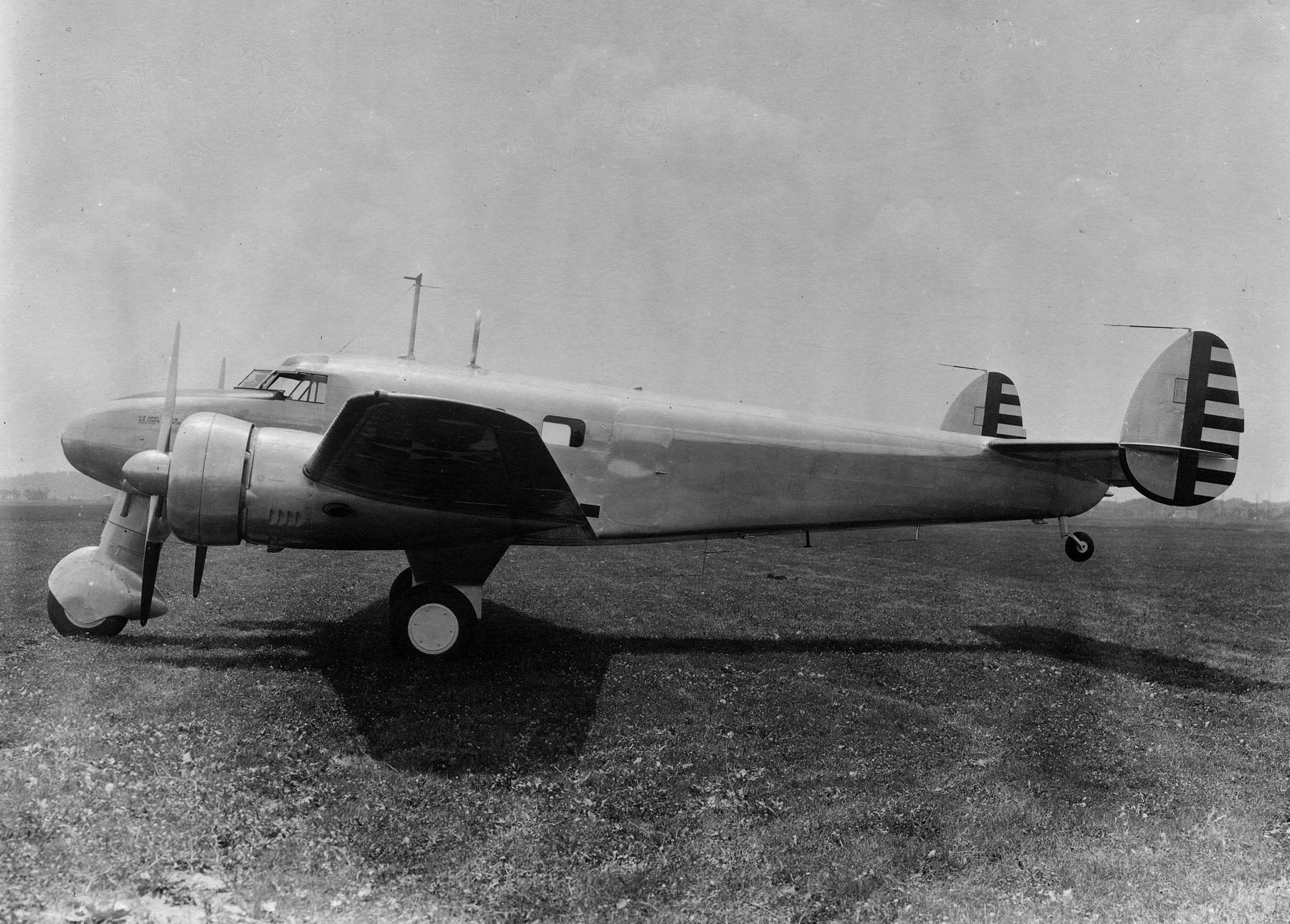
Le C-40B, un des trois Model 12A à avoir été équipé d'un train d'atterrissage tricycle

- Model 212 : Le gouvernement des Indes Néerlandaises recherchant un appareil d’entrainement pour former les équipages des Martin 139 dont il venait de commander 117 exemplaires, Lockheed proposa en juillet 1938 d’adapter sur le Model 12A une tourelle dorsale équipé d’une mitrailleuse de 7,7 mm, une arme fixe de même calibre à l’avant du fuselage et huit lance-bombes pour des projectiles anti personnels ou d’exercice de 45 kg sous le fuselage. Au cours de l’hiver qui suivit un appareil civil racheté à Western Air Express (NC18955, c/n 1243) fut ainsi modifié, rebaptisé Model 212 (On lui attribua même un nouveau numéro de série, c/n 212-13), et peint avec une livrée proche de celle alors utilisée par la RAF. Après essais en février 1939[16] le ML/KNIL passa commande de 12 appareils, commande rapidement portée à 16 exemplaires. Équipés de moteurs R-985 AN-4, ces avions sortirent d’usine entre février 1939 et juin 1940, tandis que le prototype était remis au standard 12A et revendu à la RCAF.

## Utilisateurs

### Militaires
- Argentine : Les deux Model 12B furent livrés à Buenos-Aires le 23 septembre 1937 et le 14 mai 1938[15].
- Brésil : Deux Model 12A furent remis aux représentants brésiliens à Burbank le 23 septembre 1937[7], suivis de deux autres en février 1940 et de quatre en avril 1941. Immatriculés D.Ae.01/08 par l’Aviaçaô Militar et stationnés à Campo dos Afonsos, ils furent désignés au Brésil C-40 et ré-immatriculés 2656/2663 par la FAB au printemps 1945.
- Canada : Dix L-12A et le prototype 212 furent achetés sur le marché civil américain par la RCAF (Serial 1531, 7640, 7641, 7642, 7645/7647, 7653, 7654, 7837 et 7 838). Ces appareils firent une carrière très discrète et semblent avoir tous été retirés du service entre novembre 1944 et mai 1945.
- Cuba : Immatriculé IM-18, l’unique Electra Junior utilisé dans ce pays provenait des surplus américains.
- États-Unis : C-A4A affecté au 1st Pursuit Group de l'Army Air Force

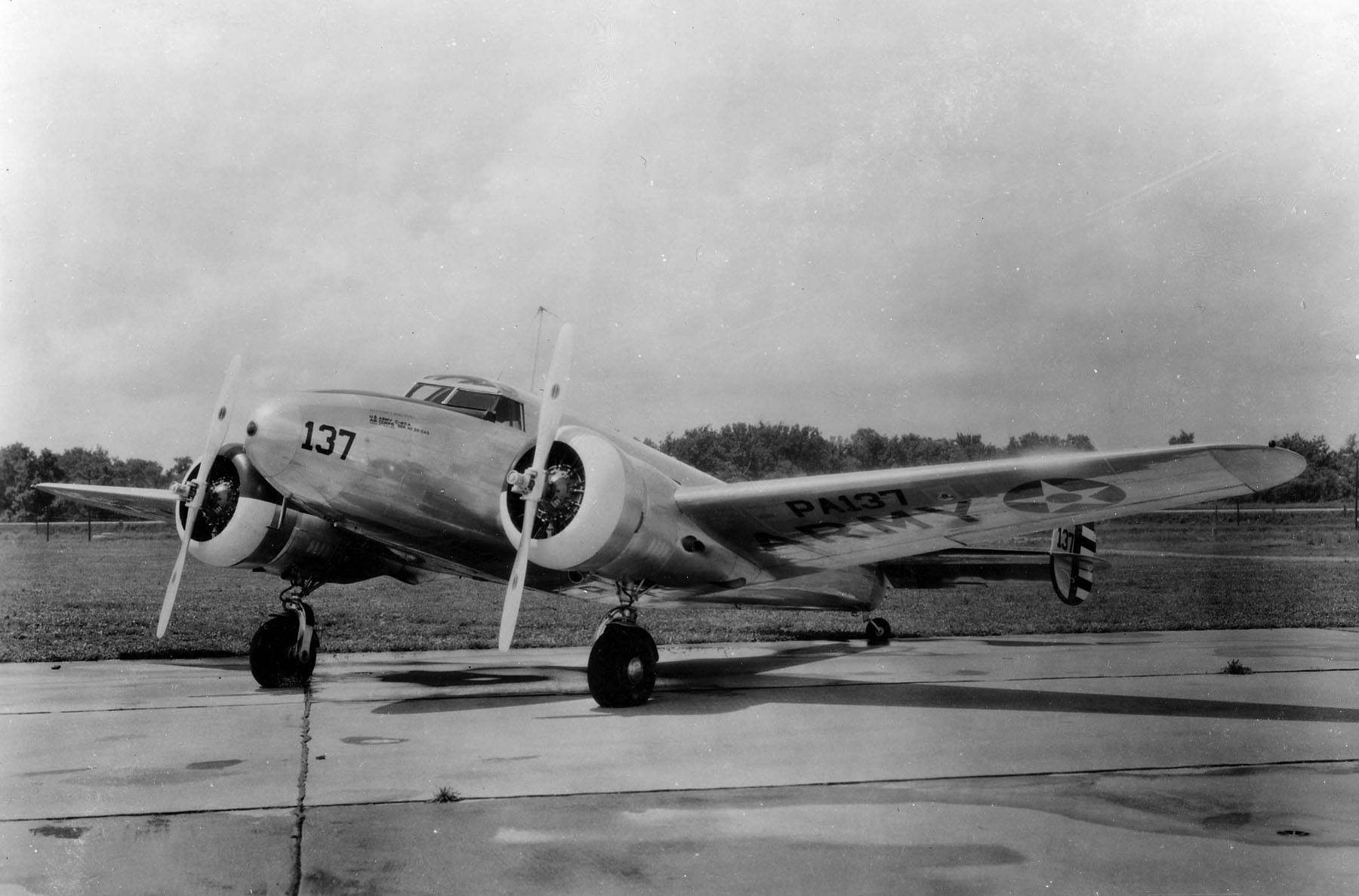
C-A4A affecté au Pursuit Group de l'Army Air Force

  - Air Force : Après avoir brièvement testé le prototype en 1936, l’Air Corps évalua plus longuement à Wright Field un model 12A utilisé par le constructeur comme démonstrateur (NC18965, c/n 1247) au cours de l’été 1938[7]. L’appareil fut finalement acheté le 30 septembre comme C-40, deux autres exemplaires étant commandés. Un total de 25 exemplaires furent pris en compte, dont 4 cédés à la RAF. Ces appareils firent une carrière discrète d’avion de liaison, huit exemplaires étant réformés durant la Seconde Guerre mondiale, le plus souvent sur accident[15]. Plusieurs passèrent sur le registre civil en 1944, un C-40A fut cédé à Cuba.
  - US Navy : Sur huit appareils pris en compte par l’US Navy à partir du 9 août 1937, trois furent transférés à l’USMC et deux détruits sur accident durant la Seconde Guerre mondiale[17]. Seul le R3O-2 passera sur le registre civil.
  - Marines : Trois JO-2 furent transférés par l’US Navy, affectés au commandement du corps et aux escadrilles VMJ-1 et VMJ-2[14]. Un exemplaire (BuNo 1050) fut réformé dès 1938 à la suite d'un incendie, un autre (BuNo 1051) détruit à Pearl Harbor le 7 décembre 1941 et le dernier (BuNo 1049) réformé en novembre 1943.
- France : Si le F-ARQA (c/n 1267) utilisé par Sydney Cotton pour le compte des Services Spéciaux français disparut en juin 1940, le F-ARPP (c/n 1270) acheté dans le même contexte par l’État Français passa en Afrique du Nord et fut utilisé par le Service Civil des Liaisons Aériennes jusqu’au 5 mars 1943, date à laquelle il fut accidenté entre Dakar et Alger. Les FAFL parvinrent a acheter sur le marché civil américain un autre appareil (NC18130, c/n 1226) qui fut livré à Takoradi en novembre 1941[18]. Transféré à Pointe Noire début janvier 1942 et affecté au Groupe Aérien de Défense Côtière et utilisé pour des missions de reconnaissance côtières le long des côtes entre Douala et Pointe Noire[19]. Le GADC deviendra le Groupe Artois le 27 janvier 1943, le Lockheed étant alors affecté à l’escadrille Béthune, stationnée à Douala. Après l’arrivée de bimoteurs Avro Anson en mai il servit d’avion de liaison aux responsables militaires de la France Libre en Afrique, utilisé en particulier par le Général Leclerc. Accidenté à Boufarik le 1er mai 1944, on le retrouve au GLAM à la Libération, affecté au Général Valin. Il fut finalement vendu le 2 mai 1946 et poursuivit une carrière civile au Royaume-Uni. Il a longtemps volé aux États-Unis. En 2021, il vole régulièrement en Allemagne.
- Royaume-Uni : 15 serials ont été attribués à des Electra Junior par l’Air Ministry[20] : R8987, V4732, X9316, AX803, HM573, HX798, LA619/623, LV760/762 et NF753. Trois ont été achetés sur le marché civil anglais et deux en Inde, trois provenaient de la commande destinée aux Indes Néerlandaises et cinq furent cédés par les États-Unis au titre de Prêt-Bail, sans qu’il soit toujours possible de relier le sérial avec l’origine de l’appareil. Un appareil a reçu deux serials (V4732/AX803), le NF753 était un appareil hollandais mis à la disposition du Prince Bernhard qui changea plusieurs fois d’identité.
- Indonésie : Un Model 12-26 dont l’origine reste incertaine était encore en service dans l’armée de l’air Indonésienne (T-303) dans les années 1970[21].
- Pays-Bas : Les 16 Model 212 (codés L201 à L216, c/n 212-01/12 et 212-14/17) furent livrés entre février 1939 et juin 1940 à la Division Aérienne de l’Armée Royale des Indes Néerlandaises (ML/KNIL), mais les premiers Model 12-26 (L227/246, c/n 1295/1314) ne quittèrent les États-Unis qu’en novembre 1941, quatre seulement atteignant Java avant l’attaque japonaise[22]. Ils rejoignirent les Model 212, affectés à des reconnaissances maritimes. Un seul Model 212 parvint à quitter Java, le 8 mars 1942, jour de la capitulation de l’ile. Grâce à deux barils de carburant chargés dans le fuselage en guise de réservoirs supplémentaires, un élève pilote néerlandais et trois pilotes australiens parvinrent à couvrir les 3 200 km les séparant de Ceylan à bord du L201. Il reprit du service aux côtés de trois Model 12-26 déroutés sur Ceylan en cours de livraison.

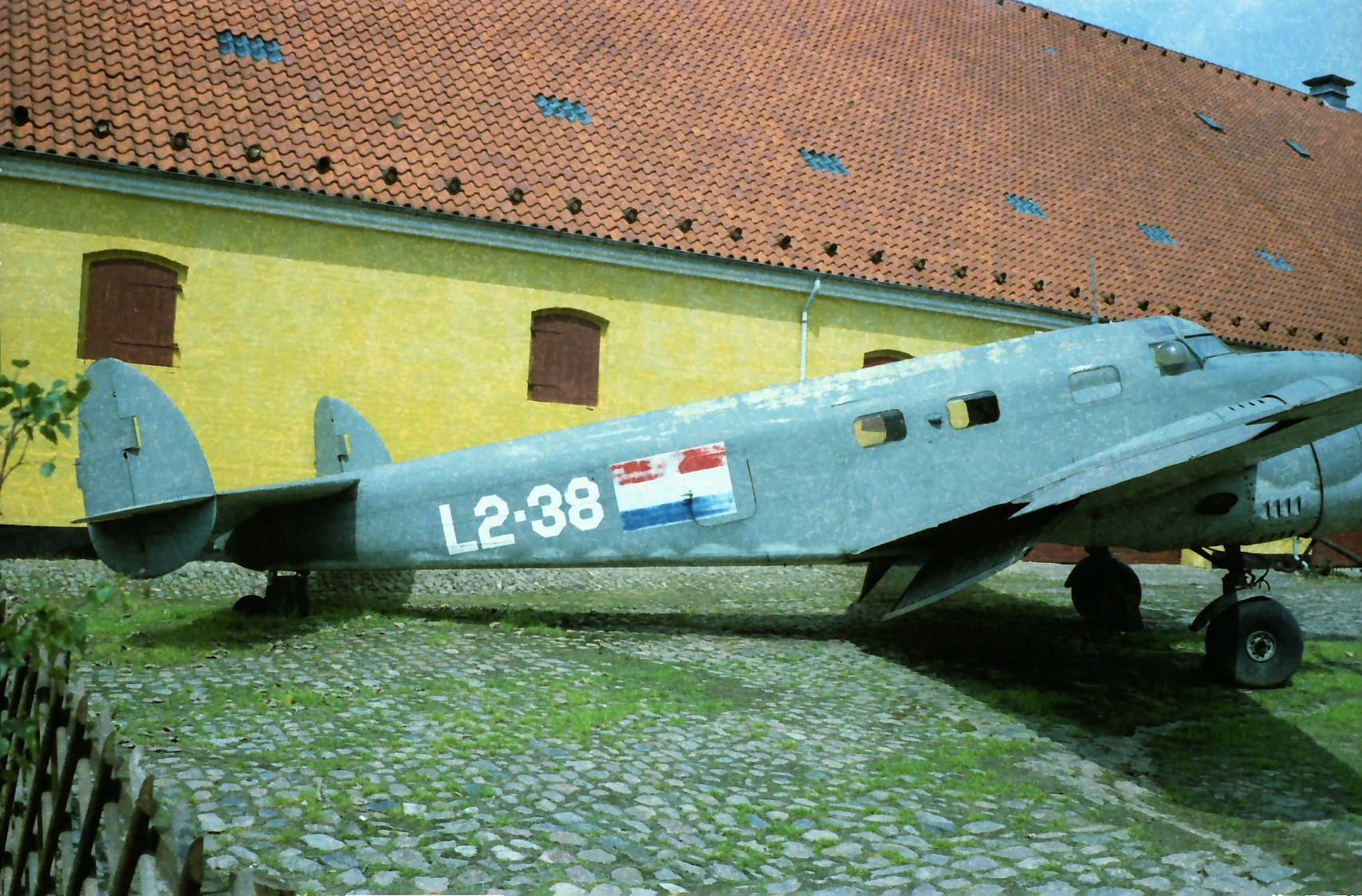
Lockheed L-12-26 néerlandais.

11 Model 12-26 (c/n 1304/1314) n’avaient pas quitté les États-Unis au moment de l’attaque japonaise et furent initialement affectés à l’école de pilotage néerlandaise formée à Fort Jackson. À la fermeture de celle-ci une partie des bimoteurs furent expédiés en Australie pour constituer le No 18 Sqdn, NEIAF et cinq transférés en Grande-Bretagne pour constituer le No 1316 Netherlands Communications Flight, l’un d’eux étant affecté aux déplacements du Prince Bernhard jusqu’en 1946. Deux furent perdus sur accident en 1949 et 1951, les trois derniers passèrent en 1953 sur le registre civil suédois.

### Civils
- Aeronorte (en) : Cette compagnie brésilienne a exploité un L-12A entre 1952 et 1956[24].
- Aerovias Brasil (en) : Deux Electra Junior ont été utilisés entre 1944 et 1947[25].
- Associated Airlines : Le L-12A VH-ABH (c/n 1236) fut mis en service à Essendon en novembre 1937 et échappa à la réquisition durant la Seconde Guerre mondiale. Il assura jusqu’en décembre 1957 un service commercial régulier avant de passer entre plusieurs mains. Il a été remis en état de vol en 2004 par un collectionneur[26]. En 1945 un Model 12-26 fut également acheté aux surplus de l'armée américaine à Manille. Mis en service en décembre 1966 (VH-ASG, c/n 1302), il fut utilisé jusqu'en 1960 comme avion de transport d'affaires[27].
- BWIA : La filiale de BOAC à Trinité-et-Tobago a disposé d’un Electra Junior à la fin des années 1940.
- Continental Airlines : Varney Air Transport, qui avait racheté le 14 mai 1937 la ligne postale Denver-Pueblo à Wyoming Air Service, mit en service trois Electra Junior (NC18125/7, c/n 1222/3 et 1229) à la place des vieux Lockheed Vega entre juin et août 1937. Le 1er juillet 1937 Varney devint Continental Air Lines, dont le siège social s’installa à Denver, Colorado, le 31 octobre 1937, la route étant prolongée jusqu’à El Paso[28]. Les deux premiers bimoteurs furent revendus à la RCAF, le dernier cédé à TWA en 1940.
- Cruzeiro : Deux Electra Junior étaient en service en 1945 dans cette compagnie brésilienne[29].
- Escadrille Mercure : Cette entreprise de transport à la demande française basée à Nice a utilisé trois appareils (F-BHVT, c/n 1211 ; F-BFUD, c/n 1277 et F-BJJY, c/n 1287), achetés entre 1957 et 1960 et utilisés en particulier entre le continent et la Corse[30]. Le F-BHVT fut accidenté le 20 novembre 1971 et remplacé par un nouvel appareil (F-BUIE, c/n 1226) qui n’était autre que celui utilisé par les FAFL. Ils effectuent leur dernier vol le 8 juin 1981.
- Malaysian Air Charter : Après avoir transporté des carcasses de viande durant quelques années en Australie, le c/n 1302 fut acheté en 1963 par MAC et utilisé pour transporter des mineurs entre Kuala Lumpur l'ouest de la Malaisie. Il a été détruit sur accident en octobre 1966[27].
- NACA : L’administration de l'aéronautique américaine a utilisé deux L-12A : Le NACA 97 (c/n 1268) utilisé pour la mise au point du système de dégivrage thermique et le NACA 99, (c/n 1292) employé comme avion de liaison[6].
- Panair do Brasil : 2 L-12A furent utilisés en 1945/1946[31].
- Santa Maria Airlines : Cette petite compagnie aérienne californienne a pris livraison d'un Electra Junior le 22 décembre 1936[8] (NC17309, c/n 1209). Cet appareil fut revendu à la RCAF.
- TWA : Le bimoteur acheté à Continental Airlines (NC18127) fut utilisé pour des vols de reconnaissance météorologique à haute altitude. Il est conservé en état de vol aux États-Unis dans la livrée de cette compagnie[32].Ancien appareil de Continental Airlines le NC18127 fut ensuite utilisé par TWA

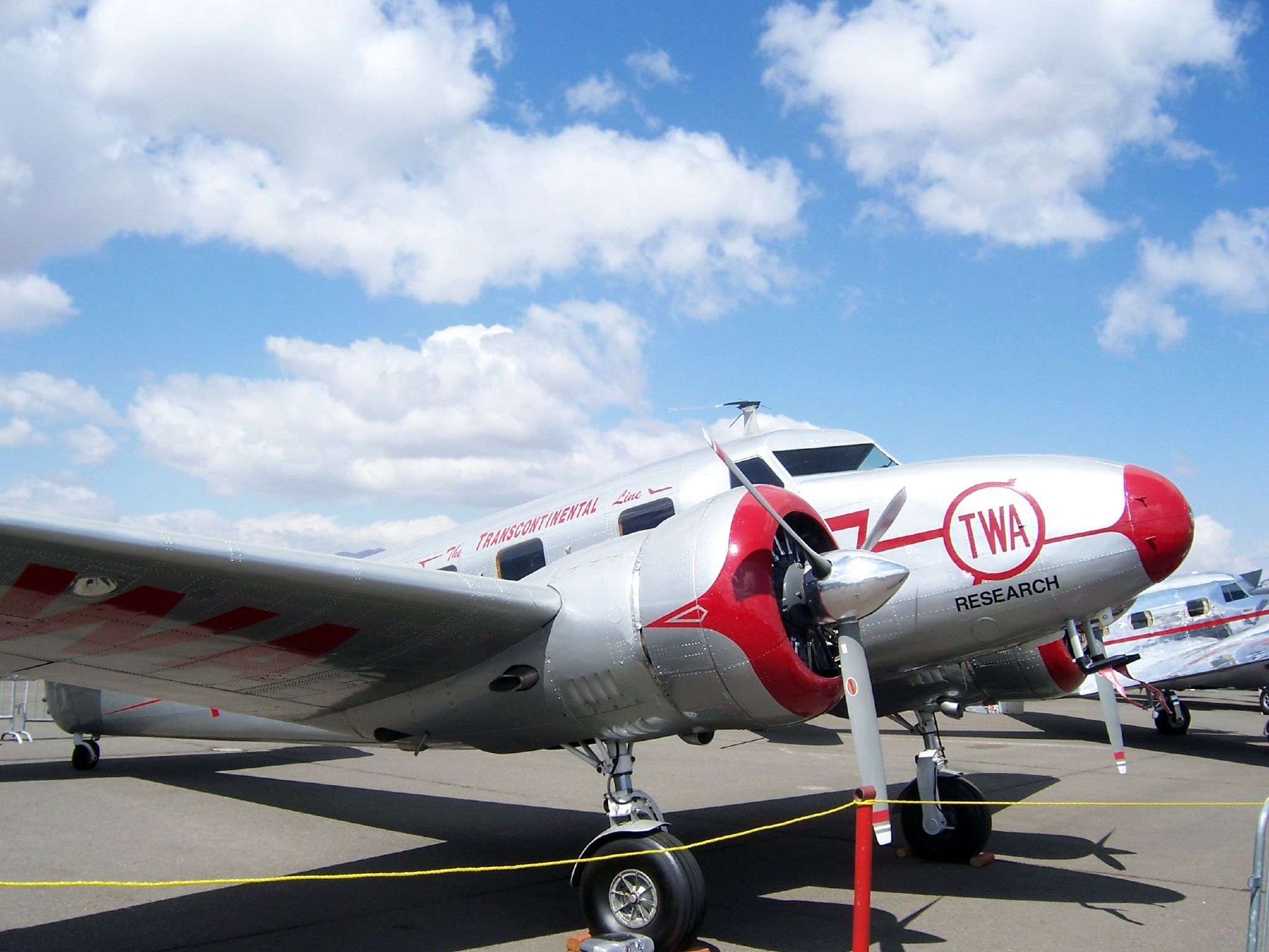
Ancien appareil de Continental Airlines le NC18127 fut ensuite utilisé par TWA

## À l'écran

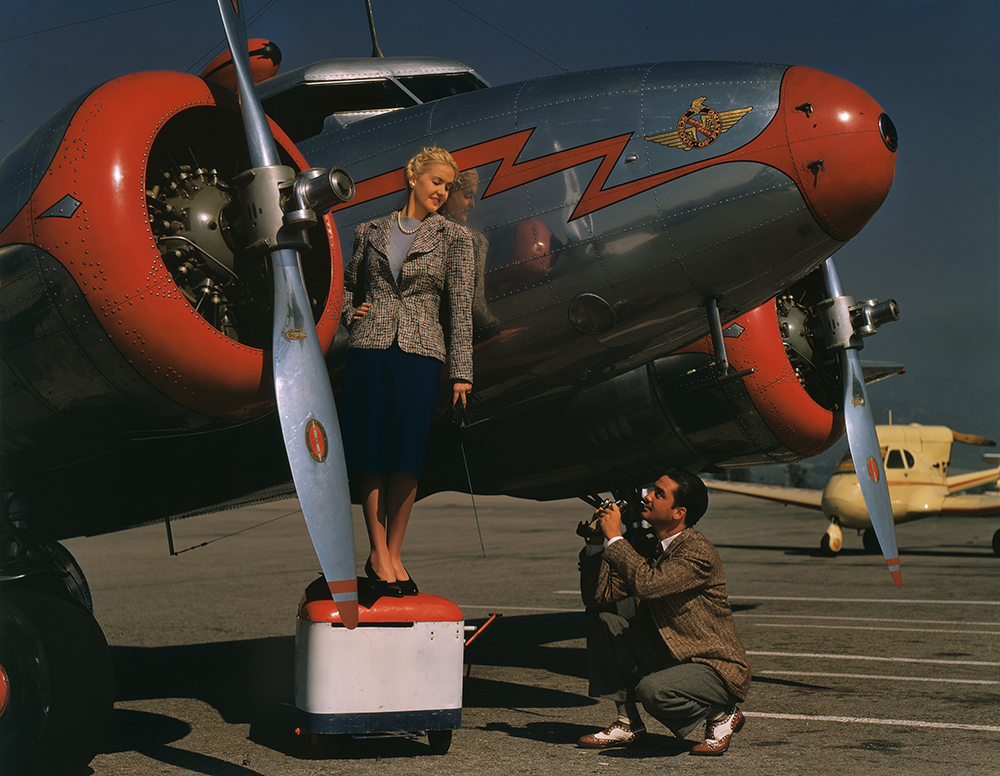
L'actrice américaine Alice Faye photographiée devant un Lockheed L-12 Electra en 1940.

Plusieurs Electra Junior ont été utilisés au cinéma.
- Dès 1937, le c/n 1216 fait une apparition dans le film Rosalie.
- En 1941, Michael Curtiz tourne Casablanca. La scène finale du film, tournée sur l'aéroport civil de Van Nuys à Los Angeles représente un L-12 arborant la « crevette », symbole de la compagnie Air France. L'identification de cet appareil soulève bien des questions, puisque la compagnie française n'a jamais commandé ce type d'avion. Dans certains plans, une maquette de l'appareil est visiblement utilisée. Le plan représentant l'appareil moteurs tournant ne peut être l'effet d'un trucage et plusieurs hypothèses ont été avancées :
  - Pour certains, il s'agirait d'un avion non encore livré par le constructeur, c/n 1207 ou 1287. Or le premier a déjà été vendu au Canada au moment du tournage. Il pourrait donc s'agir du second, qui sortit des usines de Burbank en août 1941, peut-être filmé durant un vol d'essai, l'usine de Lockheed étant située à 3 kilomètres seulement des studios Warner.
  - Pour d'autres, les scènes avion du film ont été tournées avec un autre avion (NC17, c/n 1204 appartenant à la CAA) qui est aujourd'hui intégré à un décor des dioramas Disney (Studio Backlot Tour)/Universal...
- Le c/n 1203, utilisé par Sydney Cotton (G-AFTL) fut équipé en avril 1974 d'hélices tripales par Art Scholl Aviation avant d'apparaitre dans Doc Savage arrive, un film de la Warner Bros., dans un film réalisé par NBC sur l'aviatrice Amelia Earhart, dans la série télévisée Pilotes produit par la chaîne CBS ou dans Aviator.
- En juillet et août 2008, l'Electra F-AZLL fut utilisé pour le tournage du film Amelia (vie d'Amelia Earhart), en Afrique du Sud, ce qui pourrait constituer sa seconde apparition à l'écran à plus de 60 ans de distance puisqu'il porte le c/n 1287. Entre-temps, l'Electra F-AZLL apparaît à l'écran en 1973 dans le film Les Hommes, réalisé par Daniel Vigne en tant que F-BJJY.